# Voivres-lès-le-Mans
Voivres-lès-le-Mans är en kommun i departementet Sarthe i regionen Pays de la Loire i nordvästra Frankrike. Kommunen ligger i kantonen La Suze-sur-Sarthe som tillhör arrondissementet La Flèche. År 2022 hade Voivres-lès-le-Mans 1 350 invånare.

## Befolkningsutveckling
Antalet invånare i kommunen Voivres-lès-le-Mans
| Referens: INSEE |